# Edwin Harris Colbert

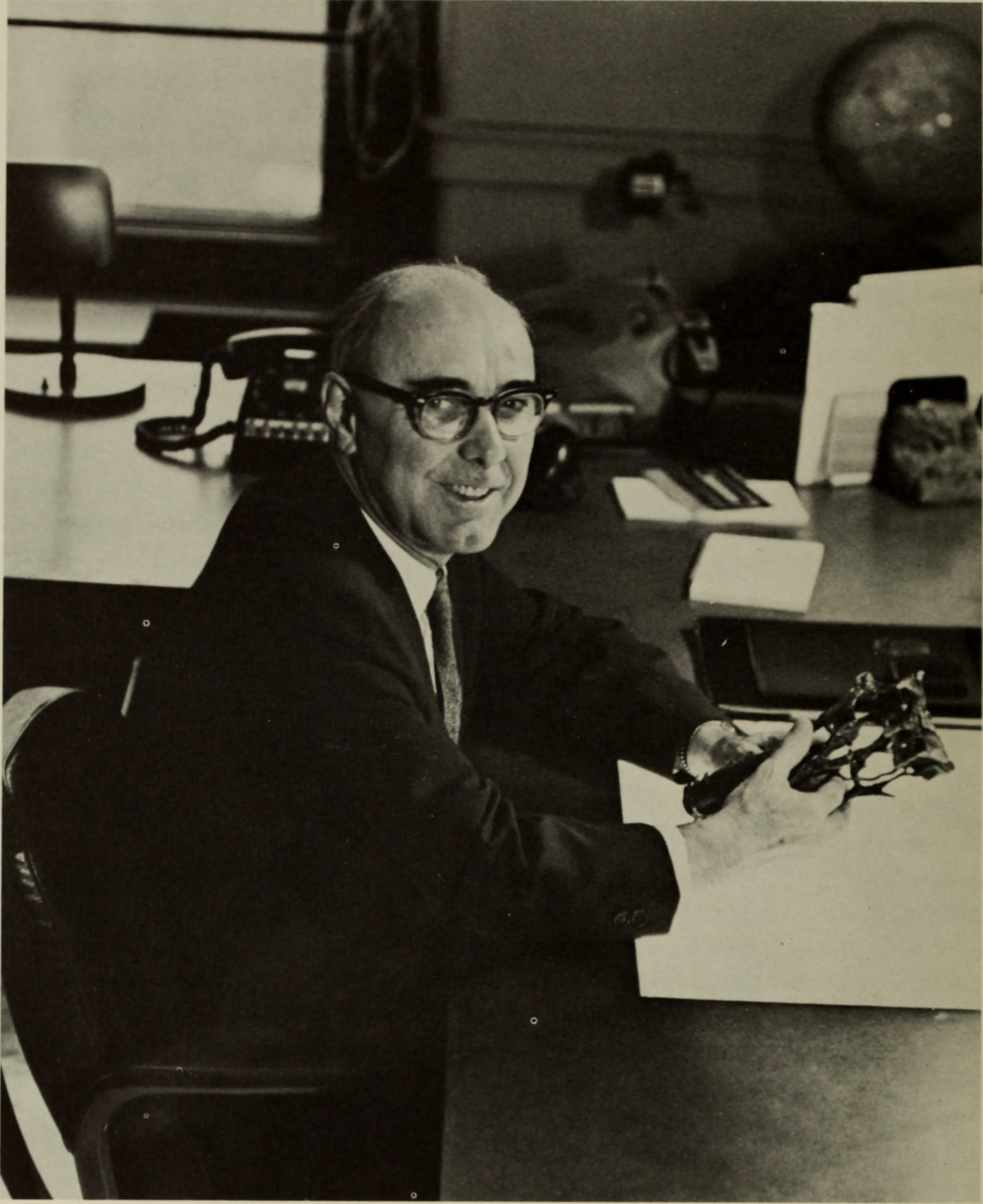
Edwin H. Colbert (1969).

Edwin Harris Colbert (* 28. September 1905 in Clarinda, Iowa; † 16. November 2001 in Flagstaff, Arizona) war als bekannter amerikanischer Wirbeltierpaläontologe eine anerkannte Autorität auf dem Gebiet der Dinosaurier und ein produktiver Forscher und Autor.

## Leben
Colbert war der jüngste von drei Söhnen des Mathematiklehrers George Harris Colbert (1861–1950) und dessen Ehefrau Mary Margaret (geb. Adamson; 1868–1953). Er legte seinen Bachelor an der University of Nebraska ab und erhielt den Master und 1935 Ph.D. von der Columbia University. Er bekleidete unter anderem die Position eines Kurators für Wirbeltierpaläontologie am American Museum of Natural History und war Emeritus der Wirbeltierpaläontologie an der Columbia University. Nach der Emeritierung 1970 wurde er Kurator für Wirbeltierpaläontologie am Museum of Northern Arizona. Zu seinen Freunden zählte Henry Fairfield Osborn.
Zahlreiche Beschreibungen neuer Taxa gehen auf ihn zurück, darunter Staurikosaurus, Gaindatherium, und Scutellosaurus. 1947 entdeckte er eine Fundstelle mit zwölf Exemplaren des kleinen triassischen Dinosauriers Coelophysis auf der Ghost Ranch in New Mexico. In den von ihm dort geborgenen Blöcken fand 2006 der Student Sterling Nesbitt Fossilien von Effigia okeeffeae, der zu den Poposauroidea gehört. Außerdem war er Autor verschiedener systematischer Überarbeitungen, so etwa der Phylogenie der Ceratopsia.
Seine Geländearbeit in Antarktika 1969/70 erbrachte mit der Entdeckung von Lystrosaurus in den nach ihm benannten Colbert Hills auf diesem Kontinent Unterstützung für die Theorie der Kontinentaldrift (Fossilien von Lystrosaurus waren außerdem aus dem Perm und Trias von Indien und Südafrika bekannt), und seine Popularität wie auch seine Bücher über Dinosaurier, Paläontologie und Stratigraphie (mit Marshall Kay) führten eine Generation von Wissenschaftlern und begeisterten Amateuren in sein Forschungsgebiet ein.
Colbert wurde für seine Errungenschaften als Wissenschaftler mit zahlreichen Preisen und Ehrungen ausgezeichnet, darunter mit der Romer-Simpson-Medaille der Society of Vertebrate Paleontology, deren Ehrenmitglied er war (1973). 1957 wurde Colbert in die National Academy of Sciences gewählt, die ihn 1935 mit der Daniel Giraud Elliot Medal ausgezeichnet hatte. Nach ihm und seiner Frau Margaret ist der Edwin H. and Margaret M. Colbert Award benannt, der von der Society of Vertebrate Paleontology für herausragende Posterpräsentationen von Studenten vergeben wird.
Nach ihm sind die Colbert Hills in der Antarktis benannt.
Colbert war seit dem 8. Juli 1933 mit Margaret Mary Matthew (1911–2007), einer Tochter von William Diller Matthew und Enkelin von George Frederic Matthew, verheiratet. Das Ehepaar lebte in Leonia im US-Bundesstaat New Jersey und hatte fünf Söhne.

## Werke
- 1947 Dinosaurs, American Museum of Natural History
- 1951: The dinosaur book : the ruling reptiles and their relatives, 2. Auflage, American Museum of Natural History, New York
- 1961: Dinosaurs. Their discovery and their world, New York: Dutton
- 1965: Stratigraphy and Life History. Wiley, New York, 1965 (mit George Marshall Kay)
- 1968: Men and dinosaurs; the search in field and laboratory, New York: Dutton
- 1969: Getting acquainted with science, Chicago: G. Ferguson 1969
- 1977: Dinosaur World, New York: Stravon Educational Press, ISBN 978-0-87396-081-6
- 1980: Evolution of the vertebrates: a history of the backboned animals through time, Wiley, 3. Auflage (zuerst 1955)
- 1984: The Great Dinosaur Hunters and Their Discoveries. ISBN 978-0-486-24701-4
- 1989: Digging into the Past: An Autobiography, New York: Dembner Books, ISBN 978-0-942637-08-3
- 1983: Dinosaurs: An Illustrated History, Maplewood/New Jersey: Hammond, ISBN 978-0-8437-3332-7
- 1985: Wandering Lands and Animals: The Story of Continental Drift and Animal Populations, Dover (zuerst Dutton 1973), ISBN 978-0-486-24918-6
- 1995: The Little Dinosaurs of Ghost Ranch, Columbia University Press, ISBN 978-0-231-08236-5
- 1997: Age of Reptiles, Dover (zuerst Norton 1965), ISBN 978-0-486-29377-6
- 1980: Fossil-Hunter's Notebook: My Life with Dinosaurs and Other Friends, New York: Dutton, ISBN 978-0-525-10772-9 (mit Elias Colbert)
- 2001: Colbert's Evolution of the Vertebrates: A History of the Backboned Animals Through Time. ISBN 978-0-471-38461-8 (mit Eli C. Minkoff & Michael Morales)